# Claudio Cenci
Claudio Cenci (San Carlos, Santa Fe, Argentina; 24 de octubre de 1985) es un futbolista argentino que juega de delantero. Realizó las inferiores en el Club Atlético Argentino de San Carlos, donde llegó a jugar en Primera División y consiguió varios títulos de la Liga Santafesina de Fútbol.

## Trayectoria
Nacido y criado en San Carlos empezó a jugar al fútbol en el Club Atlético Argentino de San Carlos e hizo las inferiores en ese club. Con el tiempo llegó a jugar en Primera División, siendo titular indiscutido y un gran goleador obteniendo premios de la Liga Santafesina de Fútbol por la cantidad de goles convertidos.
En el 2006 firmó contrato con Godoy Cruz de Mendoza, participando en la Reserva de AFA, y en 2007 retorno al club de origen.
En el 2012, Gabriel Batistuta, mánager del Colón, lo pidió para que conformará su plantel y entonces fue cedido por el club Sancarlino en condición de préstamo, aunque no tuvo chances en el primer equipo.
A mediados de 2013 se incorpora a Villa San Carlos, club recientemente ascendido a la Primera B Nacional, por expreso pedido de Miguel Restelli, ayudante de campo de Ricardo Rezza y que lo conoce de su paso como técnico en equipos de la Liga Santafesina de Fútbol.
En 2014 volvió después de una mala campaña del club Villa San Carlos en la B Nacional, decide volver a su club natal, el Club Atlético Argentino de San Carlos.

## Liga Santafesina
En su participación con Argentino de San Carlos ha ganado varios títulos y ha recibido el premio al Goleador de la Liga.
Posee un récord de más de 100 goles marcados.
Consiguió 5 campeonatos:
- Torneo Clausura 2005
- Torneo Apertura 2006
- Torneo Clausura 2011
- Torneo Apertura 2012
- Torneo Clausura 2018

Recibió el premio al Goleador de la liga 7 torneos de los cuales 6 fueron en forma consecutiva:
- Torneo Apertura 2006 - 11 goles
- Torneo Clausura 2009 - 13 goles
- Torneo Apertura 2010 - 10 goles
- Torneo Clausura 2010 - 10 goles
- Torneo Apertura 2011 - 14 goles
- Torneo Clausura 2011 - 13 goles
- Torneo apertura 2012 - 13 goles

## Clubes
| Club                    | País      | Año             | PJ | Goles |
| ----------------------- | --------- | --------------- | -- | ----- |
| Argentino de San Carlos | Argentina | 2003 - 2006     |    |       |
| Godoy Cruz              | Argentina | 2006 - 2007     |    |       |
| Argentino de San Carlos | Argentina | 2007 - 2012     |    |       |
| Colón                   | Argentina | 2012 - 2013     | 0  | 0     |
| Villa San Carlos        | Argentina | 2013 - 2014     | 7  | 0     |
| Argentino de San Carlos | Argentina | 2014 - presente |    |       |